# Charles Ackerly
Charles Ackerly (n. 3 ianuarie 1898, Cuba⁠(d), Allegany County, New York, SUA – d. 16 august 1982, Clearwater, Florida, SUA) a fost un luptător ce a reprezentat Statele Unite ale Americii, medaliat olimpic. A participat la o ediție a Jocurilor Olimpice (1920) în care a câștigat o medalie de aur.

## Participări
Lista de mai jos prezintă principalele competiții la care a participat Charles Ackerly de-a lungul carierei.
- wrestling at the 1920 Summer Olympics – men's freestyle featherweight[*]